# Sint-Vituskerk (Finkum)
De Sint-Vituskerk is een kerkgebouw in Finkum in de Nederlandse provincie Friesland.

## Geschiedenis
De romaanse kerk, oorspronkelijk gewijd aan Sint-Vitus, diende mogelijk als uithof van het klooster Mariëngaarde van Hallum. De eenbeukige kerk uit de 13e eeuw heeft een houten tongewelf uit de 16e eeuw. De toren liep in 1515 brandschade op. Het zadeldak is uit de 18e eeuw. Van de twee luidklokken die door de Duitse bezetter werden gevorderd werd alleen de klok uit 1477 teruggeplaatst. De steunberen uit de 18e eeuw werden bij de restauratie in jaren 1962-'64 weer verwijderd. Onder het koor zijn grafkelders van de families Grovestins en Holdinga. Het orgel uit 1913 is gebouwd door Bakker & Timmenga. De kerk is een rijksmonument en is sinds 1975 eigendom van Stichting Alde Fryske Tsjerken.

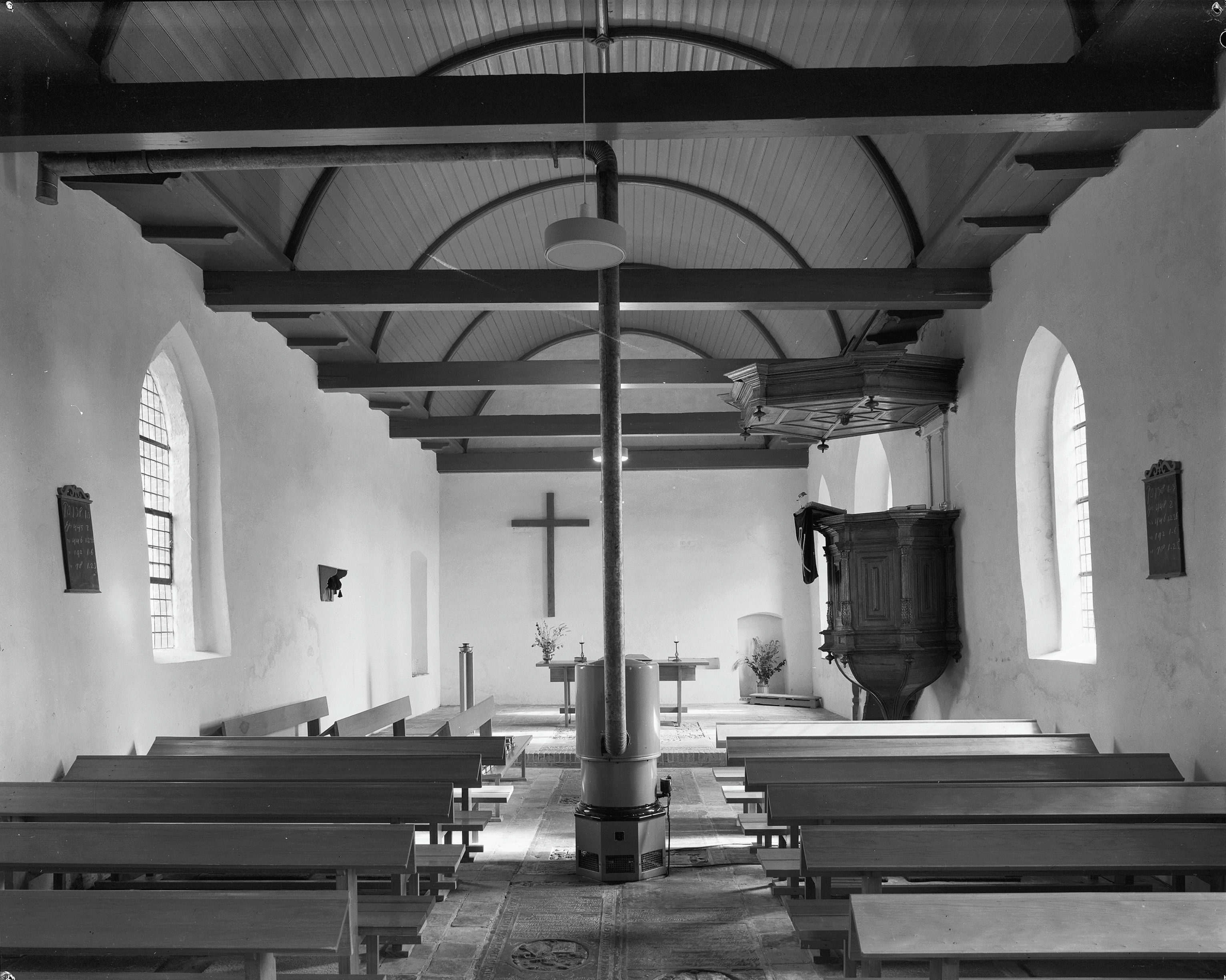
Interieur met preekstoel
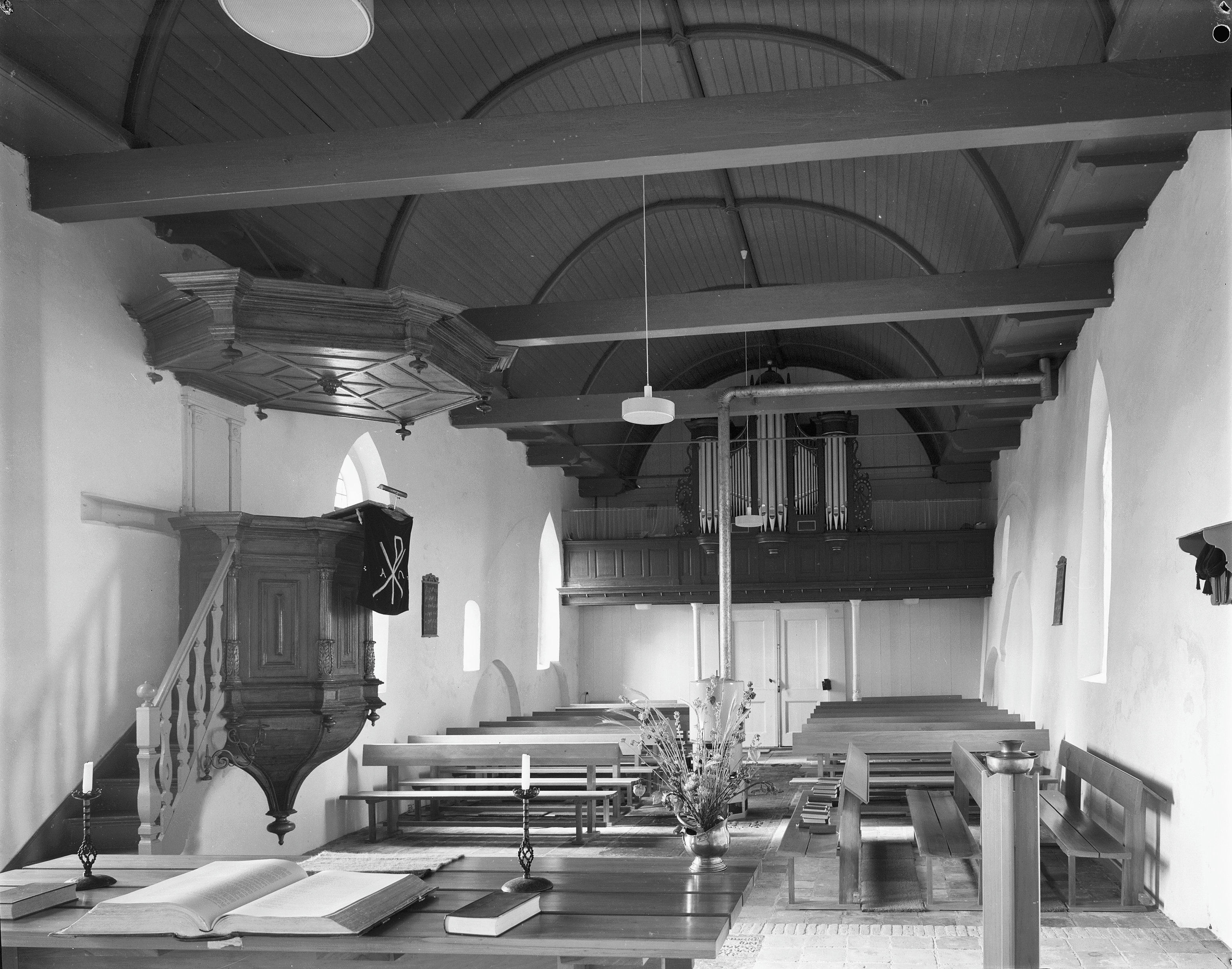
Interieur met orgel (1975)